# Lawessonovo činidlo
Lawessonovo činidlo je chemická sloučenina používaná v organické syntéze jako thiační činidlo. Jeho využívání zavedl Sven-Olov Lawesson, který ovšem nebyl jeho objevitelem. Poprvé byla tato látka připravena v roce 1956 při průzkumu reakcí arenů se sulfidem fosforečným (P4S10).

## Příprava
Lawessonovo činidlo lze zakoupit, případně získat v laboratoři zahříváním směsi anisolu a sulfidu fosforečného do čirého zabarvení, kdy se již neuvolňuje sulfan, a následnou rekrystalizací z toluenu nebo xylenu.
Vzorky této látky se vyznačují zápachem, způsobeným tvorbou sulfanu částečnou hydrolýzou. Zápach lze odstranit chlornanem sodným.

## Mechanismus účinku
Lawessonovo činidlo obsahuje čtyřčlenný kruh s dvojicemi atomů síry a fosforu. Tento kruh se disociuje na dva reaktivní dithiofosfiové ylidy (R-PS2). Většinu reakcí Lawessonova činidla zprostředkovává tento meziprodukt.
Čím je karbonylová sloučenina bohatší na elektrony, tím rychleji se bude její karbonylová skupina přeměňovat na příslušný thiokarbonyl.

## Použití
Chemické vlastnosti Lawessonova činidla a jemu podobných látek byly několikrát přezkoumány.
Hlavním využitím Lawessonova činidla jsou thionace karbonylových sloučenin, tedy přeměna karbonylů (aldehydů a ketonů) na thiokarbonyly (thialy a thioketony). Lawessonovo činidlo může také thionovat enony, estery, laktony,amidy, laktamy a chinony.
V jedné studii vedla reakce maltolu s Lawessonovým činidlem k selektivnímu nahrazení kyslíku na dvou místech.
Spojením chloristanu stříbrného a Lawessonova činidla lze vytvořit oxofilní Lewisovu kyselinu, schopnou katalyzovat Dielsovy–Alderovy reakce dienů s α,β-nenasycenými aldehydy.
Některé alkoholy je možné přeměnit na thioly pomocí Lawessonova činidla.
Lawessonovo činidlo reaguje se sulfoxidy za vzniku thioetherů.